# Seznam klášterů klarisek
Toto je neúplný seznam klášterů řeholního řádu chudých sester svaté Kláry.

## Kláštery
Česko
- Anežský klášter – dvojklášter klarisek a menších bratří Na Františku
- Klášter klarisek v Českém Krumlově – trojklášter klarisek, minoritů a bekyň
- Klášter klarisek v Olomouci
- Klášter klarisek ve Znojmě (1271)
- Klášter klarisek v Chebu (1270)
- Klášter klarisek v Opavě
- Klášter klarisek v Brně-Soběšicích
- Klášter klarisek ve Šternberku
- Klášter klarisek v Panenském Týnci

 Slovensko
- Klášter klarisek v Bratislavě

 Rakousko
- Klášter klarisek v Dürnsteinu
- Klášter klarisek ve Vídni

 Itálie
- Klášter klarisek v Brixenu

 Francie
- Klášter Cordelières
- Klášter Longchamp

 Švýcarsko
- Klášter Königsfelden

 Španělsko
- Klášter Pedralbes